# Ischnopsyllus indicus
Ischnopsyllus indicus är en loppart som beskrevs av Jordan 1931. Ischnopsyllus indicus ingår i släktet Ischnopsyllus och familjen fladdermusloppor. Inga underarter finns listade i Catalogue of Life.